# Otman Bakkal
Otman Bakkal (født 27. februar 1985) er en nederlandsk tidligere fodboldspiller, der spillede som offensiv midtbanespiller.
Han begyndte sin karriere i PSV Eindhoven og blev udlånt til Den Bosch, Eindhoven, Twente og Feyenoord. Han skiftede herefter permanent til FC Dynamo Moskva i sommeren 2012, og vendte tilbage til Feyenoord et år senere.